# Герб комуни Гультсфред
Герб комуни Гультсфред (швед. Hultsfreds kommunvapen) — символ шведської адміністративно-територіальної одиниці місцевого самоврядування комуни Гультсфред.

## Історія
Герб комуни офіційно зареєстровано 1982 року.

## Опис (блазон)
У синьому полі срібна хвиляста балка, над нею три срібні ялинки в один ряд, під нею — срібне млинське колесо.

## Зміст
До герба включено елементи з гербів муніципалітетів, які увійшли до складу комуни. Ялинкові мотиви взято з символіки ландскомуни Мерлунда, а хвилясту балку та млинське колесо — з герба торговельного містечка (чепінга) Вірсерум.